# ジョーダン・ホロウィッツ
ジョーダン・ホロウィッツ（Jordan Horowitz, 1980年4月10日 - ）は、アメリカ合衆国の映画プロデューサーである。

## 人物
2016年のミュージカルドラマ『ラ・ラ・ランド』をプロデュースしたことで知られており、 マーク・プラットとフレッド・バーガーと共にアカデミー作品賞にノミネートされた。

## 私生活
2002年にノースウェスタン大学を卒業した。ユダヤ系である。ニューヨーク州ウエストチェスター郡で育った彼はユダヤ教寺院のバスケットボールチームに入っており、プロデューサー仲間のフレッド・バーガーとは同じリーグであった。妻は映画監督・脚本家のジュリア・ハートである。

## フィルモグラフィ

### 映画
- キッズ・オールライト The Kids Are All Right (2010) 製作
- 憧れのモニカ・ヴェロア Meet Monica Velour (2010) 製作
- Save the Date (2012) 製作
- The Garden of Eden (2012) ドキュメンタリー、製作総指揮
- Grounded (2013) ドキュメンタリー、製作
- Are You Here (2013) 製作
- キーピング・ルーム The Keeping Room (2014) 製作
- マイ・ビューティフル・デイズ Miss Stevens (2016) 製作・脚本
- The Master Cleanse (2016) 製作
- Little Boxes (2016) 製作
- ラ・ラ・ランド La La Land (2016) 製作
- Fast Color (2018) 製作・脚本
- アイム・ユア・ウーマン I'm Your Woman (2020) 製作・脚本

### テレビシリーズ
- Counterpart (2017) 製作総指揮